# توماس دبليو. والاس
توماس دبليو. والاس (بالإنجليزية: Thomas W. Wallace)‏ هو محامي وسياسي أمريكي، ولد في 24 يناير 1900، وتوفي في 17 يوليو 1943 في سكنيكتادي في الولايات المتحدة بسبب ذات الرئة. نشط حزبياً في الحزب الجمهوري. وقد انتخب عضو مجلس ولاية نيويورك.